# Орден Христа
О́рден Христа́ (порт. Ordem de Cristo), Во́инство Го́спода На́шего Иису́са Христа́ (лат. Militia Domini Nostri Jesu Christi), Вое́нный о́рден Го́спода На́шего Иису́са Христа́ (порт. Ordem Militar de Nosso Senhor Jesus Cristo), Вое́нный о́рден Христа́ (порт. Ordem Militar de Cristo) — духовно-рыцарский орден (военно-монашеский), правопреемник тамплиеров на территории Португалии. Учреждён в 1318 году португальским королём Динишем для привлечения бывших тамплиеров к участию в реконкисте. Папа Иоанн XXII позволил передать ордену все владения португальских тамплиеров, включая замок Томар, ставший в 1347 году резиденцией великого магистра ордена. Отсюда второе название ордена — Тома́рский. 
Существует также похожий визуально Верховный Орден Христа Святого Престола, Орден Христа Бразильской императорской династии. Также ранее существовал Орден Христа Королевства Конго.

## История

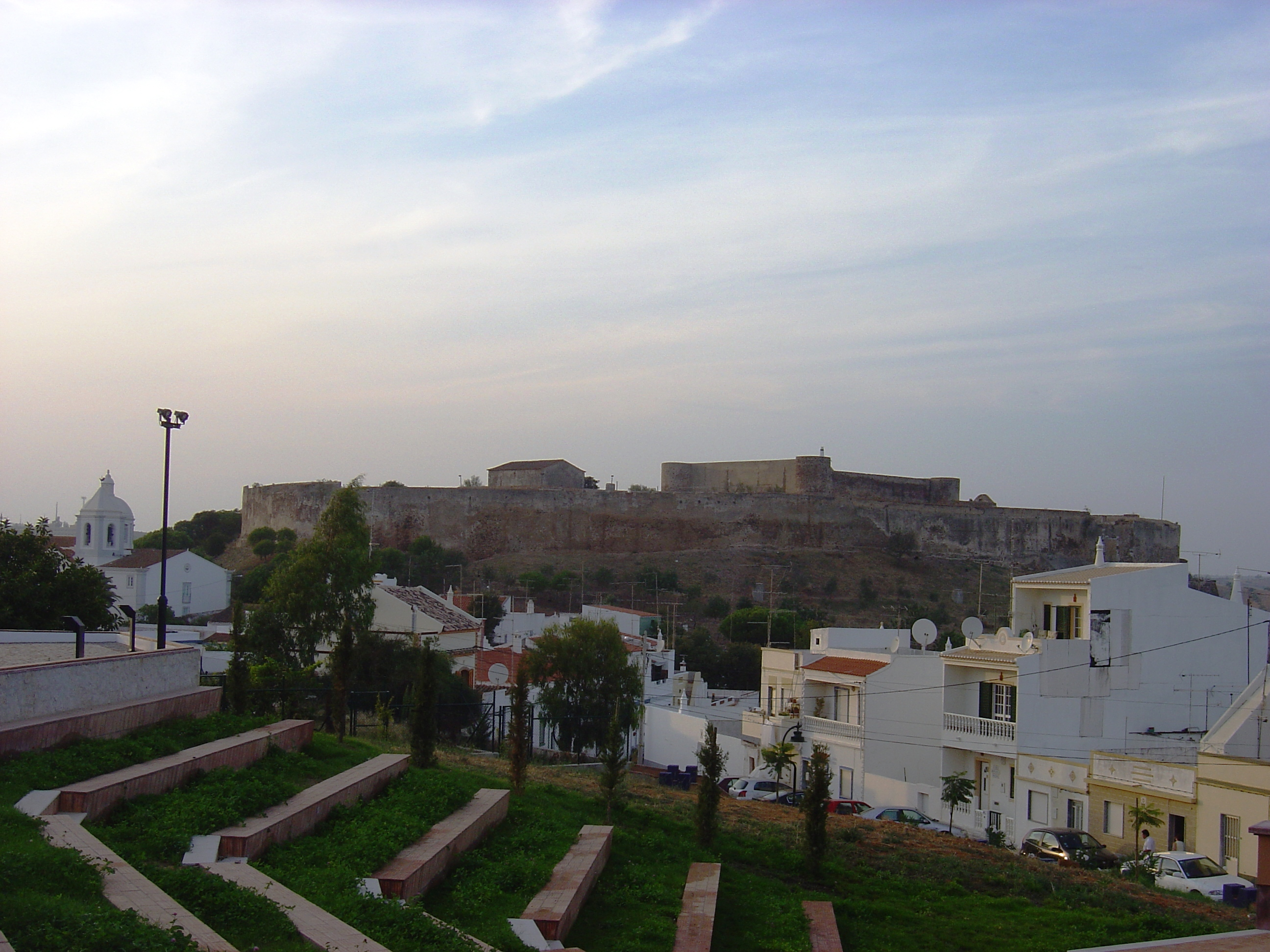
Замок в Каштру-Марин — резиденция первых магистров ордена Христа

Португалия стала первой из стран Западной Европы, в которой обосновались тамплиеры. В 1160 году они начали возведение неприступного замка Томар, который в 1190 году выдержал осаду мавров во главе с Якубом аль-Мансуром. Роспуск ордена в 1312 году стал большим ударом для португальской монархии, которая надеялась на помощь рыцарей в деле продолжения реконкисты. Уже в 1318 году король Диниш организовал оставшихся без дела рыцарей в «ополчение Христово». Официальной датой основания ордена считается 14 августа 1318 года. Рыцари-монахи приняли устав ордена Калатравы. 15 марта (14 марта) 1319 года Папа Римский Иоанн XXII буллой лат. Ad ea ex quibus утвердил существование ордена, которому передал владения и имущество упразднённого ордена тамплиеров. Диниш I сумел приумножить владения королевства Португалия имуществом распущенного ордена тамплиеров, опередив Святейший Престол в осуществлении тех же желаний. Рыцари-монахи ордена Христа подчёркивали преемственность от тамплиеров изображением красного креста, помещённого на свои белые одеяния.
Для усиления отпора давлению мавров со стороны Гранады и Марокко Диниш I передал рыцарям ордена Христа обширный замок-крепость в Каштру-Марин на юге королевства, в Алгарве. Первым великим магистром ордена стал рыцарь Ависского ордена дон Жил Мартинш (D. Gil Martins), главной ставкой которого стал замок (крепость-монастырь) в Каштру Марин. Первый устав ордена Христа был составлен Жилом Мартиншем в 1321 году, пять лет спустя второй магистр дон Жуан Лоуренсу (D. João Lourenço) составил другой устав, и оба они утверждались аббатом монастыря Алкобаса. Рыцари были обязаны следовать обетам бедности, безбрачия и покорности монарху. После окончания реконкисты они вновь остались без дела и грозили сделаться обузой для государства. 
В 1356 году четвёртый магистр ордена Эштеван Гонсалвеш Лейтан (Estevão Gonçalves Leitão) перенёс ставку из Каштру Марин в монастырь ордена Христа, который из-за близости города Томар назывался также Томарский замок. Главная цитадель ордена стала располагаться в сердце королевства. В 1420 году принц Генрих Мореплаватель стал его светским правителем, а в 1443 году реформировал его. В качестве великого магистра ордена обратил рыцарей против мусульманских властителей Марокко, обязав купцов уплачивать сбор со всех африканских товаров в пользу ордена. На эти средства велась реконструкция Томарского монастыря-замка.

Крест ордена Христа

Томарские рыцари, подобно своим ависским собратьям, приняли самое активное участие в заморских путешествиях португальских мореплавателей. Васко да Гама и другие странствующие рыцари-томарцы плавали под парусами с эмблемой ордена. Коммерческие устремления негоциантов в рясах с трудом уживались с пережитками средневекового уклада военно-рыцарской жизни. Многие члены ордена сожительствовали с женщинами, что побудило папу Александра Борджа заменить обеты безбрачия и бедности на обеты супружеской верности и отчисления определённой части доходов в орденскую казну. В 1492 году папа Александр VI освободил рыцарей ордена от монашеских обетов.
Король Мануэл I, видевший в томарцах одну из опор королевской власти, в качестве великого магистра последовательно секуляризировал орден Христа. Во времена его правления орден достиг пика могущества и к 1521 году насчитывал 454 командорств в Португалии и её заморских территориях. Его преемник Жуан III объявил пост великого магистра наследственным среди королей Португалии. В 1522 году орден распался на две ветви: рыцарский орден подчинялся португальскому королю, а монашеский орден находился под юрисдикцией папы римского. В 1551 году папа Юлий III закрепил за обладателями португальской короны наследуемый титул правителя всех рыцарских орденов королевства. Отход от религиозных начал вызывал озабоченность Ватикана. Некоторые папы, ссылаясь на активную роль папства в учреждении ордена, ещё с 1319 года, правда крайне редко, награждали за особые заслуги собственным папским орденом Христа, а в 1905 году Пий X учредил Папский орден Христа. Португальская монархия поначалу противилась этому; известны случаи помещения кавалеров папского ордена в Португалии под арест.
В годы испано-португальской унии произошла очередная реформа ордена. Отныне в него мог вступить любой дворянин, отслуживший два года в Африке или три — во флоте. В 1789 году орден был окончательно секуляризован, в 1834 году было национализировано его имущество, а монашеская община прекратила своё существование. В 1822—1890 годах отдельно от португальского существовал бразильский орден Христа. После падения португальской монархии (1910) все старинные ордена были упразднены, но в 1917 году президент Португалии восстановил орден в качестве сугубо гражданской награды.

## Степени

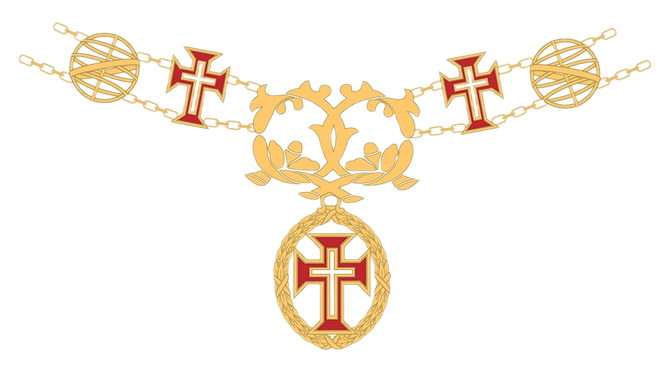
Знак ордена на цепи (элементы)

Современный орден Христа разделён на 6 степеней:
- Большая цепь (GCollC), знак на цепи, знак ордена на плечевой ленте, звезда;
- Большой крест (GCC), знак ордена на плечевой ленте, звезда;
- Гранд-офицер (GOC), знак ордена на шейной ленте, звезда;
- Командор (ComC), знак ордена на шейной ленте;
- Офицер (OC), знак ордена на нагрудной ленте с розеткой;
- Кавалер (CavC) или Дама (DamC), знак ордена на нагрудной ленте.

Класс Большой орденской цепи был введён в 2021 году.

## Знаки отличия
Знак ордена — латинский крест белой эмали, вписанный в крест с расширяющимися концами красной эмали.
Знак ордена носится на ленте красного цвета.
Степеням ордена Большого креста и Гранд-офицера прилагается звезда ордена, представляющая собой многолучевую звезду, в центральном медальоне которой размещено изображение знака ордена на белой эмали.

## Использование символа креста ордена
Изображение креста ордена можно встретить как в Португалии, так и в бывших колониях. Этот символ присутствует на бесчисленных флагах и гербах бразильских и португальских муниципалитетов и округов. 

Опознавательный знак ВВС Португалии
Португальская футбольная федерация
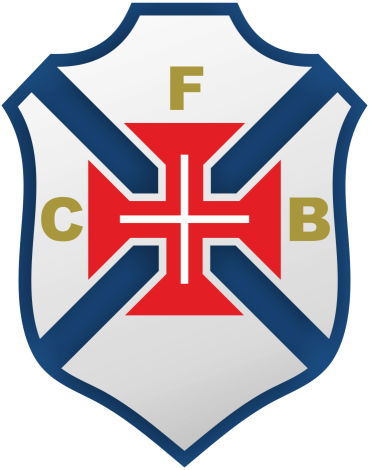
Спортивный клуб Белененсеш
Крест ордена Христа на флаге города Сан-Паулу, Бразилия
Флаг(и герб) Мадейры
Флаг начальника штаба ВМС Португалии
Флаг провинции Сисплатина, Бразилия
Флаг Бразильской империи
Герб Вила-Велья
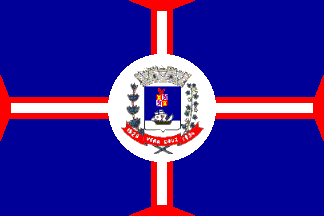
Флаг муниципалитета Вера-Крус, Бразилия
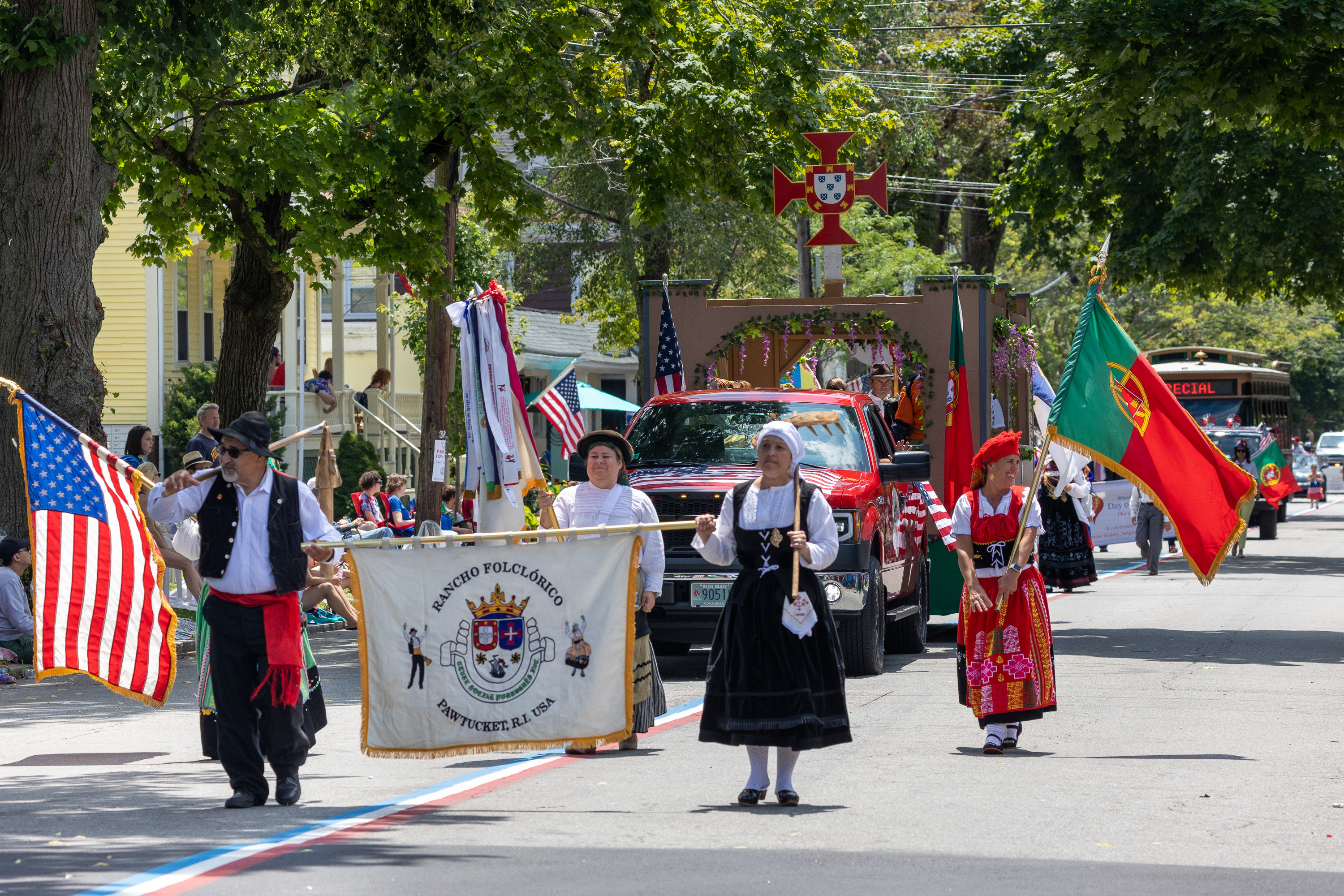
Крест Ордена Христа на параде в Новой-Англии